# Most Sunniberg
Most Sunniberg (niem: Sunnibergbrücke) – jest to most podwieszony znajdujący się w sąsiedztwie miasta Klosters, we wschodniej Szwajcarii, stanowiący przeprawę przez rzekę Landquart. Most został zaprojektowany przez szwajcarskiego architekta Christiana Menna, który w związku z projektem mostu, w 2001 roku został uhonorowany nagrodą dla "Najlepszej Struktury Roku". Jego długość wynosi około 526 metrów, składa się z pięciu przęseł z których najdłuższe ma długość 140 metrów.